# 比恩塞尔维达
比恩塞尔维达，是西班牙卡斯蒂利亚-拉曼恰自治区阿尔瓦塞特省的一个市镇。 总面积91km², 总人口841人（2001年），人口密度9人/km²。